# Lendvay Benő
Lendvay Benő (Révkomárom, 1830. április 9. – Pozsony, 1900. július 30.) orvosdoktor, megyei főorvos, orvosi szakíró.

## Életpályája
Révkomáromban végezte a gimnázium hat osztályát. Győrben bölcseletet és első évi jogot tanult. 1848-ban honvédnek állt és a szabadságharcot végigharcolta, végül mint hadnagy Komáromban kapitulált. 1849-től orvostudományokat tanult, előbb négy első évet Pesten, az ötödiket Bécsben végezte. 1855-ben az orvosi és szülészeti oklevelet Pesten megszerezve, majd Kiszomborban (Torontál vármegye) telepedett le, ahol uradalmi orvos lett. 1866–1870 között Pozsonyban folytatott magánorvosi gyakorlatot. 1870-ben az akkor újonnan szervezett honvédcsapathoz törzsorvossá nevezték ki. 1872-től Pozsony vármegye tiszti főorvosa volt. 1874. február 27-én a pozsonyi jogakadémián a törvényszéki orvostan magántanára, 1883-ban a pozsonyi törvényszék területén törvényszéki orvos, 1885-ben szintén a pozsonyi jogakadémián a közigazgatási közegészségtan magántanára lett. 1895-ben az Országos Közegészségi Egyesület tiszteleti tagjává választották. Pozsonyban hunyt el, ahol 1900. augusztus 1-jén délután 5 órakor a Szent András temetőben temették el.

## Cikkei
- Cikkeit az alábbi szaklapok közölték: 
  - a Gyógyászat (1861. A sápkór tana és gyógytana, A vérszegénység kór- és gyógytana. Helyet kérünk a Gyógyászat hasábjain az ujabb orvosi könyvek rövid velős ismertetésének, 1864. A váltólázról, különös tekintettel annak rendellenesféleségeire, 1867. A lágyagyhártya idült lobja),
  - az Orvosi Hetilap (1864. A kis-zombori sülyjárvány), a Közegészségügy és törvényszéki Orvostan melléklapjában (1882. Közegészségügy a megyékben);
  - a Természettudományi Közlöny (1881. A szétágazó villám).

## Művei
- A részletes kór- és gyógytudomány tankönyve. Különös tekintettel az élettanra és kórboncztanra. Niemeyer Felix 6. bővített és javított kiadása után. I. rész. Fordítás. Buda, 1865. (A magyar orvosi könyvkiadó-társulat Könyvtára 1.)
- A gyógyszerek bőr alá fecskendése. (Injectio subcutanea.) Erlenmeyer Albrecht után ford. a 3. kiadás nyomán. Uo. 1867. (A magyar orvosi könyvkiadó-társulat Könyvtára 5.)
- A kórboncztan tankönyve. Förster Ágoston után ford. Pest, 1863. (A magyar orvosi könyvkiadó-társulat Könyvtára 10.)
- A villamosság alkalmazása az orvosi gyakorlatban. Meyer Mór 3. teljesen átdolg. és bőv. kiadása után ford. A szöveg közé nyomott 12 fametszettel és Ziemsen Hugó tr. «Die Electricität in der Medicin» c. művéből vett négy kőnyomatú táblával. Uo. 1870. (A magyar orvosi könyvkiadó-társulat Könyvtára 11.)
- A gyógytudomány rendszeres tankönyve. Braun Gyula 2. átdolg. kiadása, bővítve Rohden tr. lippspringeni fürdőorvos értekezésével a tüdővész gyógyvíztani és égalji kezeléséről. Ford. Uo. 1871. (A magyar orvosi könyvkiadó-társulat Könyvtára 17.)
- A hallgatódzás és kopogtatás tankönyve, különös tekintettel a mell és has szemlélésére, tapintására és mérésére a kór meghatározása czéljából. Gerhardt Károly 2. bővített és javított kiadása után ford. Bpest, 1873. 34. a szövegbe nyomott fametszettel és egy kőnyomatú táblával. (A m. orvosi könyvkiadó-társulat Könyvtára 21.)
- A női ivarszervek betegségeinek kézikönyve. Schroeder Károly 2. kiadása után fordította 147 fametszettel. Uo. 1876. (A magyar orvosi könyvkiadó-társulat Könyvtára 28.)
- A hülyeség (cretinismus) Csallóközben. Uo. 1887. (Németül. Uo. 1887.)
- Huszonöt év Márkusfalva életéből. Elbeszélés a magyar nép számára. Kiadja az országos közegészségi egyesület. Uo. 1889. (2. javított kiadás. Uo. 1890. Népszerű könyvtár az egészségről 2. Ism. M. Néptanítók Lapja 15. 1. Budapesti Szemle LXVI. 1891., 3. kiadás 1893. 4. k. 1894. Bpest.)
- Az ember, vagy milyen testünk belseje és hogy működnek szerveink. Könnyen érthető test- és élettan, közép-, polgári- és felső népiskolák számára és önoktatásra. Ebenhoech P. dr. után. Szétbontható ábrákkal. Pozsony-Bpest, 1892.
- Pozsonyvármegye gyermekegészségügyi viszonyai 1894. Az Országos közegészségi egyesület által jutalmazott pályamű. Uo. 1899. (Különny. az Egészségből.)